# Kannabidiwarin
Kannabidiwarin (CBDV) – organiczny związek chemiczny z grupy kannabinoidów występujący w konopiach. Nie wykazuje działania psychoaktywnego. CBDV jest prekursorem do biosyntezy psychoaktywnego kannabinoidu THCV.